# Trnje (Zagrzeb)
Trnje – dzielnica Zagrzebia, stolicy Chorwacji. Liczy 45 267 mieszkańców. Gęstość zaludnienia to 6146,2 os./km², a powierzchnia to 7 km².
Dzielnica Trnje graniczy od północy (przez linię kolejową) z dzielnicą Donji Grad, od południa (przez rzekę Sawę) – z dzielnicą Novi Zagreb – istok. Na wschodzie ulica Heinzelova oddziela Trnje od dzielnicy Peščenica – Žitnjak, a na zachodzie ulica Savska wyznacza granicę z dzielnicami Trešnjevka – sjever i Trešnjevka – jug.